# سیارک ۱۴۸۳۵
سیارک ۱۴۸۳۵ (به انگلیسی: 14835 Holdridge، نامگذاری:1987WF1) چهارده هزار و هشتصد و سی و پنجمین سیارک کشف شده‌است که در ۲۶ نوامبر ۱۹۸۷ کشف شد.
قدر مطلق سیارک برابر ۱۳٫۳۰ است.